# طويقان غوياني
طويقان غوياني (الاسم العلمي:Selenidera piperivora) (بالإنجليزية: Guianan Toucanet)‏ هو نوع من الطيور يتبع جنس طويقان ثنائي اللون من الفصيلة الطوقانية.